# Tony
Nagrada Antoinette Perry za izvrsnost u kazalištu, obično puno poznatija kao nagrada Tony, je nagrada koju jednom godišnje dodjeljuje Američko kazališno krilo i još jedna institucija. Nagrada se dodjeljuje u 25 redovitih kategorija, te u nekoliko posebnih. Od 1967. godine prijenos dodjele nagrada je na televiziji.
Ima 700 sudaca koji donose odluku o pobjedniku svake kategorije.
Nosi ime po Antoinette Perry, američkoj glumici, redateljici, producentici i ratnoj predsjednici Američkog kazališnog krila (Drugi svjetski rat).
Prvi put je dodijeljena 6. travnja 1947. godine u hotelu Waldorf Astoria, New York.

## Vanjske poveznice
- The American Theatre Wing’s Tony Awards (engl.)